# 카라보보 FC
카라보보 FC(Carabobo FC)는 베네수엘라 발렌시아를 연고로 하는 축구 클럽이다. 이 팀은 1964년 7월 24일에 창단되었으며 현재는 베네수엘라 프리메라 디비시온에 참가하고 있다.

## 선수 명단

### 현역
- 페블레스(2019 ~ )
- 무사 바가요코(2023 ~ )
- 프란시스코 아파올라사(2023 ~ )
- 마크 멘디오로
- 니콜라스 그라소

## 역대 감독
| 감독                     | 임기 |
| ------------------------ | ---- |
| 훌리오 세자르 발데비에소 | 2017 |
| 후안 톨리사노            |      |